# Louis Levesque
Ne doit pas être confondu avec Jean-Louis Lévesque.
Louis Levesque (27 mai 1908 - 12 mars 1998) est un évêque canadien qui fut notamment évêque de Hearst et archevêque de Rimouski.

## Biographie
Louis Levesque est né à Amqui, au Québec, le 27 mai 1908.
Il obtient un doctorat en théologie en 1932 et est ordonné prêtre le 26 juin 1932 par Georges Courchesne en la cathédrale de Rimouski.
Il obtient un certificat de psychologie pédagogique à l'Institut catholique de Paris en 1936.
Le 22 mai 1951, Charles-Eugène Parent le choisit pour qu'il devienne son vicaire général et, au mois de juin 1951, le fait élever au rang de prélat domestique de Sa Sainteté. 
Le 19 juin 1952, il est nommé évêque de Hearst en Ontario.
Le 15 août 1952, il reçoit la consécration épiscopale par Ildebrando Antoniutti à Rimouski. Il est intronisé à Hearst le 28 août par l'archevêque d'Ottawa, Alexandre Vachon.
En 1953, il fonde le séminaire de Hearst qui devint plus tard l'Université de Hearst.
Il occupe cette position pendant douze ans puis est nommé archevêque titulaire d'Egnatia (de) et coadjuteur de Charles-Eugène Parent.  C'est en occupant cette position de coadjuteur qu'il participe aux deux dernières sessions du Concile en 1964 et 1965.
Il est président de la Conférence Catholique Canadienne de 1966 à 1967.
Le 25 février 1967, il devient archevêque de Rimouski. Emanuele Clarizio lui remet le pallium le 4 décembre 1967 dans la cathédrale Saint-Germain de Rimouski.
Le 8 février 1968, il devient membre de la Congrégation des Évêques à la Curie romaine pour cinq années.
Il donne sa démission d'archevêque le 14 mai 1973.
Après sa retraite, il réside à la maison provinciale des Sœurs du Saint-Rosaire de Mont-Joli, où il se consacre à l'étude des textes sacrés.
Il réside de 1982 à 1996 à la maison-mère de cette communauté à Rimouski, puis à la Résidence Lionel-Roy où il meurt le 12 mars 1998.

## Publication
- Louis Levesque, Jusque chez toi… : 136 lettres échangées « entre amis de la Bible », Rimouski, 1982 (ISBN 9782980013409, présentation en ligne).

## Distinction
- Le 19 décembre 1949 il reçoit la décoration pontificale Pro Ecclesia et Pontifice[1].